# Mjerne pločice
Mjerne pločice ili etaloni služe za precizno mjerenje i kontrolu mjernih instrumenata. Imaju veću preciznost od pomičnog mjerila i mikrometarskog vijka. Rade se od čelika otpornog na: habanje, koroziju, vlagu i toplinu, koji je kaljen, brušen, lepovan i poliran. Za specijalne svrhe se rade od tvrdog metala i kvarca. Osnovna namjena je za kontrolu ostalih mjera. Paralelne mjerne površine daju željenu dužinu.
Spajanje mjernih pločica kombiniramo tako da dobijemo željene dužine (stavljamo jednu pločicu na drugu). Drže se zajedno zbog ravnih površina. Da bi se zaštitili od vlage i topline, uzimaju se pincetom ili kožnim rukavicama.
Isporučuju se u specijalno urađenim garniturama od: 112, 105, 86, 79, 47, 36, 32, 18 ili 9 komada pločica. Tako na primjer, garnitura od 86 komada ima:
- 9 kom s povećanjem 	0,001; 		od 1,001 do 1,009 mm
- 10 kom s povećanjem 	0,01; 		od 1,01 do 1,1 mm
- 10 kom s povećanjem 	0,01; 		od 1,11 do 1,2 mm
- 10 kom s povećanjem 	0,01; 		od 1,21 do 1,3 mm
- 10 kom s povećanjem 	0,01; 		od 1,31 do 1,4 mm
- 9 kom s povećanjem 	0,01; 		od 1,41 do 1,49 mm
- 10 kom s povećanjem 	0,5; 		od 0,5 do 5,0 mm
- 9 kom s povećanjem 	0,5; 		od 5,5 do 9,5 mm
- 9 kom s povećanjem 	10; 		od 10 do 90 mm

## Klase točnosti
Postoje 4 klase točnosti etalona mjernih pločica:
- 0. stupanj: za reguliranje preciznih mjernih instrumenata i za kontrolu samih mjernih etalona
- 1. stupanj: za kontrolu šablona za postavljenje alatnih strojeva
- 2. stupanj: za podešavanje radioničkih mjerila
- 3. stupanj: za mjerenje u proizvodnji

## Povijest
Mjerne pločice je izumio švedski izumitelj Carl Edvard Johansson. 1888. se zaposlio u tvornici pušaka Mauser, gdje su se neki dijelovi pušaka izrađivali s visokom preciznošću. U to vrijeme su se koristile već mjerne rašlje, ali trebalo je i njih kontrolirati. 1894. došao je na ideju da napravi vrlo precizne mjerne pločice za kontrolu bilo koje duljine. Da bi to mogao ostvariti, preuredio je ženin šivaći stroj za brušenje i poliranje mjernih pločica.